# Konami TMNT Based Hardware
Konami TMNT Based Hardware es una placa de arcade creada por Konami destinada a los salones arcade.

## Descripción
El Konami TMNT Based Hardware fue lanzada por Konami en 1988.
El procesador que posee depende del título que albergue, pero podemos encontrar uno o dos 68000, el 052526, el 052109 o el 6309.
En esta placa funcionaron 15 títulos.

## Especificaciones técnicas

### Procesador
- 68000, el 052526, el 052109 o el 6309 (depende del juego)

### Audio
- Depende del título

## Lista de videojuegos
- Aliens
- Block Hole
- Crazy Cop / Gang Busters
- Crime Fighters
- Devastators / Garuka
- Gradius III
- M.I.A. / Missing In Action
- Punk Shot
- Quarth
- S.P.Y. / Special Project Y
- Super Contra
- Teenage Mutant Ninja Turtles / Teenage Mutant Hero Turtles
- The Main Event
- Thunder Cross
- Thunder Cross 2